# Legacy of the Dark Lands
Legacy of the Dark Lands je připravované orchestrální album německé powermetalové hudební skupiny Blind Guardian. Plánované datum vydání je oznámeno na 1. listopadu 2019 prostřednictvím společnosti Nuclear Blast. Práce na albu začaly už kolem roku 1998 při skládání písní pro desku Nightfall in Middle-Earth a skupině dle slov jejího zpěváka Hansiho Kürsche zabralo celých deset let, než našla správné lidi, se kterými na desce chtěla pracovat. Album bude konceptuální, jeho příběh by měl byt do určité míry spojen s Českem a půjde o sequel ke knize Die dunklen Lande vydané v březnu 2019 německým spisovatelem Markusem Heitzem. Ta vypráví příběh žoldáka Nicolase během třicetileté války.

## Obsazení
- Hansi Kürsch – zpěv